# La Chabanne
La Chabanne là một xã ở tỉnh Allier thuộc miền trung nước Pháp.